# Ministerio de Trabajo, Empleo y Previsión Social (Bolivia)
El Ministerio de Trabajo, Empleo y Previsión Social es el ministerio encargado de supervisar las relaciones laborales, pensión y seguridad social en Bolivia. Está a cargo de la ministra Verónica Navia Tejada